# Batavia, Surinam
Batavia este un oraș din districtul Saramacca, în nordul Surinamului.